# 사리타

## 스페인계 인명
사리타(스페인어: Sarita)는 사라의 스페인식 여성 인명이다. 이 이름을 사용하는 인물로는 다음과 같은 인물이 있다.
- 사리타(Sarita)는 캐나다의 프로레슬러 세라 스톡(Sara Stock)의 링네임으로, 자신의 본명을 스페인어로 비틀어 링네임으로 사용한다.
- 사리타 오스틴(Sarita Austin)은 미국의 정치인이다.

## 인도계 인명
사리타(산스크리트어: सरिता)는 산스크리트어로 강을 뜻하는 계층을 가리지 않고 널리 사용되는 여성 인명이다.
- 사리타 슈드후리(영어: Sarita Choudhury)는 인도계 잉글랜드인 여성 배우이다.